# Richard Nicholson
Pour les articles homonymes, voir Nicholson.
Richard Nicholson (baptisé le 26 septembre 1563 – mort en 1638 ou 1639) est un musicien anglais, premier « professeur de musique Heather » à l'université d'Oxford.

## Biographie
Baptisé à Durham, Richard Nicholson chante au sein du chœur de la cathédrale de Durham de 1576 à 1580. Il est nommé organiste du Magdalen College à Oxford en janvier 1596 et obtient son diplôme de Bachelor of Music de l'université d'Oxford le mois suivant,. En 1626, William Heather le nomme premier Master of the Musicke pour l'université, à la suite d'un don par Heather de livres de musique, d'instruments et d'argent en vue de l'enseignement théorique et pratique de la musique,. Arthur Phillips lui succède à ce poste en novembre 1639 mais Nicholson est peut-être mort l'année précédente car les livres de comptes du Magdalen College ne le mentionnent plus après 1638.
La musique connue pour être de Nicholson est surtout chorale, bien que quelques pièces pour groupes d'instruments lui ont été attribuées. O pray for the peace of Jerusalem montre l'influence de Thomas Tomkins. When Jesus sat at meat est conçu pour chanteur, dont des solistes garçons et instruments (violes), ce qui suggère que l’œuvre a été composée pour les classes que Nicholson devait donner à Oxford. Il est également l'auteur d'un motet en cinq parties en latin, Cantate Domino, qui peut avoir été composé en vue de son diplôme d'Oxford. Son Sing shepherds all est inclus dans la collection The Triumphs of Oriana parue en 1601.

## Source de la traduction
- (en) Cet article est partiellement ou en totalité issu de l’article de Wikipédia en anglais intitulé « Richard Nicholson (musician) » (voir la liste des auteurs).